# تحولات تكنولوجية
حدثت الابتكارات التكنولوجية على مر التاريخ وزادت بسرعة على مدى العصر الحديث. طُورت التكنولوجيا الحديثة وتعايشت مع التكنولوجيا القديمة قبل أن تحل محلها. يقدم النقل عدة أمثلة؛ من الإبحار إلى السفن البخارية إلى السيارات التي تحل محل النقل القائم على الخيول. تصف التحولات التكنولوجية (تي تي) كيفية حدوث هذه الابتكارات التكنولوجية ودمجها في المجتمع. إلى جانب التطورات التكنولوجية، تراعي التحولات التكنولوجية التغيرات المجتمعية الأوسع مثل «ممارسات المستخدمين، والتنظيم، والشبكات الصناعية (العرض، الإنتاج، التوزيع)، والبنية التحتية، والمعاني أو الثقافة الرمزية». ولكي تُستخدم التكنولوجيا، يجب ربطها بالهياكل الاجتماعية التي تحتاج إليها القوة البشرية والمنظمات لتلبية حاجة محددة. يشير هيوز إلى «الشبكة المُحكَمة» حيث تجتمع المنتجات المادية والمنظمات والمجتمعات العلمية والممارسات الاجتماعية. يشمل النظام التكنولوجي على الجوانب التقنية وغير التقنية، ويحدث تحول كبير في التكوينات الاجتماعية-التقنية (التي تشمل تقنية واحدة على الأقل) عندما يحدث تحول تكنولوجي.

## الأصل
يعتمد العمل على التحولات التكنولوجية على عدد من المجالات بما في ذلك تاريخ العلوم ودراسات التكنولوجيا وعلم الاقتصاد التطوري. ينصب تركيز علم الاقتصاد التطوري على التغيير الاقتصادي، ولكن بوصفها محركًا لهذا التغيير التكنولوجي حيث أنه كان موضع دراسة ضمن المؤلفات. ركز جوزيف شومبيتر، في نظريته الكلاسيكية للتنمية الاقتصادية، على القوى غير الاقتصادية باعتبارها محركًا للنمو. الطرف الفاعل البشري، صاحب المشروع هو سبب التنمية الاقتصادية التي تحدث كعملية دورية. اقترح شومبيتر أن تكون الابتكارات الجذرية هي المحفز لدورات كوندراتيف.

### نظرية الموجة الطويلة
اقترح الخبير الاقتصادي الروسي كوندراتيف أن النمو الاقتصادي يعمل في دورات الازدهار والإخفاق التي تبلغ حوالي 50 عامًا. تميزت هذه الدورات بفترات التوسع والركود والتراجع. ترتبط فترة التوسع بإدخال تكنولوجيا جديدة، على سبيل المثال قوة البخار أو المعالج الدقيق. اعتبر كوندراتيف في وقت نشره للنظرية أن دورتين حدثتا في القرن التاسع عشر وأن الدورة الثالثة بدأت في مطلع القرن العشرين. حدد الكتّاب المعاصرون، مثل فريمان وبيريز، خمس دورات في العصر الحديث:
- الثورة الصناعية (1770-1830)
- الازدهار الفيكتوري: عصر البخار والسكك الحديدية (1830-1880)
- عصر الفولاذ (1880-1930)
- النفط والإنتاج بالجملة والمجتمع الاستهلاكي (1930-1980)
- عصر المعلومات (1980-؟)

اقترح فريمان وبيريز أن تتكون كل دورة من التقنيات المنتشرة وإنتاجها وهياكلها الاقتصادية التي تدعمها. فهم يُسمون «النماذج الاقتصادية التكنولوجية»، ويقترحون أن التحول من نموذج إلى آخر هو نتيجة للتقنيات الجديدة الناشئة.
في أعقاب الأزمة الاقتصادية الأخيرة، اقترح مؤلفون مثل مودي ونوغريدي أن هناك دورة جديدة تنشأ عن سابقتها، تركز على استخدام التقنيات المستدامة في عالم تنضب فيه الموارد.

### النماذج والمسارات والأنظمة التكنولوجية
وصف توماس كون كيف أن تحول النموذج الفكري هو تحول شامل في الفهم الأساسي للنظرية العلمية. تتضمن الأمثلة في العلوم التغيير من فكرة أن سبب الأمراض هو الهواء الملوث إلى نظرية الجراثيم باعتبارها هي السبب للمرض. بناءً على هذا العمل، طور جيوفاني دوسي مفهوم «النماذج التقنية» و «المسارات التكنولوجية». وعند النظر في كيفية عمل المهندسين، فإن النموذج التقني هو نظرة مستقبلية للمشكلة التكنولوجية، وهو تعريف للمشاكل والحلول. إنه يرسم فكرة تحقيق تقدم معين. من خلال تحديد المشاكل التي يتعين حلها، ويؤثر النموذج على التغيير التكنولوجي. إن نمط نشاط حل المشاكل واتجاه التقدم هو المسار التكنولوجي. بطريقة مماثلة، حدد نيلسون وينتر مفهوم «النظام التكنولوجي» الذي يوجه التغيير التكنولوجي من خلال معتقدات المهندسين حول المشكلات التي يتعين حلها. إن عمل الجهات الفاعلة والمنظمات هو النتيجة الروتينية التنظيمية والمعرفية التي تحدد سلوك البحث. هذا يضع الحدود وكذلك مسارات (الاتجاه) لتلك الحدود.

## منظور متعدد المستويات (إم إل بّي) حول التحولات التكنولوجية

### الأنظمة والتحولات الاجتماعية-التقنية
في الآونة الأخيرة، اتسع نطاق الخطاب الأكاديمي بشأن الاستدامة والتركيز على التحقيق إلى ما هو أبعد من دراسة المنتجات التكنولوجية والابتكارات والتحولات اللاحقة. وتبحث الكثير من المؤلفات حاليًا حول المنتجات والابتكارات التكنولوجية من خلال نطاق أوسع من النظم الاجتماعية-التقنية. قيل إن هذا الإطار المعاصر أظهر استجابة لكل من الفهم المتزايد إلى المشاكل البيئية والاعتراف بأن هناك حاجة إلى مزيد من التحولات الداعمة عبر الأنظمة المترابطة المتعددة للتخفيف من حدة الآثار.
يعترف إطار التحولات التكنولوجية بالتطور المشترك والتطور المتبادل للتغيير المجتمعي إلى جانب الابتكار التكنولوجي. ومع ذلك، إن إطار التحولات الاجتماعية-التقنية ينظر في رؤية أكثر شمولًا للروابط المترابطة التي تحتفظ بها التكنولوجيا مع الأنظمة التي تولد الحاجة إلى ابتكارات جديدة والتي تنتجها وتحافظ عليها في النهاية. وعلى وجه التحديد، فإن الأنظمة التي تشكل النموذج الاجتماعي-التقني تشمل التكنولوجيا، وشبكات التوريد، والبنية التحتية، وشبكات الصيانة، والتنظيم، والمعنى الثقافي، فضلًا عن ممارسات المستخدمين والأسواق. وعلى هذا النحو، يمكن تعريف التحولات الاجتماعية-التقنية بأنها التحول المتعدد الأبعاد من نظام اجتماعي-تقني إلى نظام آخر ينطوي على تغييرات في الأنظمة التكنولوجية والاجتماعية المرتبطة ارتباطًا وثيقًا في النتائج المرتدة. وبصفة عامة، فإن التحولات الاجتماعية-التقنية عملية بطيئة حيث أن الابتكار التكنولوجي يميل إلى أن يحدث تدريجيًا على طول مسارات ثابتة بسبب صلابة المعايير الاقتصادية والاجتماعية والثقافية وقواعد البنية التحتية والقواعد النظامية. ويُشار إلى هذا بالتبعية للمسار، وخلق «عمليات تأمين» تكنولوجية التي تمنع الابتكار الذي يعطل الوضع الراهن. ولذلك، فإن التقدم في الابتكارات التكنولوجية ونشرها يعتمدان على أكثر من الفوائد التي تعود على كلٍ منها، ما يوفر رؤية متعمقة لتعقيد القوى والأبعاد المتعددة التي تلعب دورها.

### إطار منظور متعدد المستويات (إم إل بّي)
المنظور متعدد المستويات (إم إل بّي) هو أداة تحليلية تحاول التعامل مع هذا التعقيد ومقاومة التغيير. مع التركيز على ديناميكية التطورات الانتقالية الأوسع نطاقًا على عكس الابتكارات التكنولوجية المنفصلة، يهتم إم إل بّي بتحولات النظام الاجتماعي-التقني، لا سيما مع التحولات نحو الاستدامة والمرونة. كما يوحي الاسم، فإن إم إل بّي يفرض ثلاثة مستويات تحليلية وإرشادية تتفاعل عليها العمليات وتتماشى معها لتؤدي إلى تحولات في النظام الاجتماعي-التقني؛ المناظر الطبيعية (على المستوى الكلي) والأنظمة (على المستوى المتوسط) والبيئة الملائمة (على المستوى الجزئي). أولًا، يمثل مستوى النظام الهياكل والممارسات الحالية التي تتميز بالقواعد والمؤسسات والتقنيات المهيمنة التي تعزز ذاتها. النظام الاجتماعي - التقني مستقر بشكل حيوي، بمعنى أن الابتكار لا يزال مستمرًا وإن كان بشكل تدريجي وعلى طول مسار يمكن التنبؤ به. وهذا من شأنه أن يجعل النظام «محبوسًا» ومقاومًا لكل من التحولات التكنولوجية والاجتماعية. ثانيًا، يُعرَّف مستوى المناظر الطبيعية على أنه التطورات السياقية الخارجية الأوسع نطاقًا في الأنماط الثقافية العميقة الجذور، والاقتصاد الكلي، والسياسة الكلية والانتشار السكني، والتي يمكن أن تنشأ نتيجة الصدمات المرتبطة بالحروب والأزمة الاقتصادية والكوارث الطبيعية والاضطرابات السياسية. بالإضافة إلى ذلك، فإن المناظر الطبيعية تتجاوز التأثير المباشر للأطراف الفاعلة، ولكنها تحفز وتمارس ضغطًا عليها على مستويات النظام والبيئة الملائمة. وأخيرًا، تُعرَّف هذه البيئة الملائمة بأنها «موضع الابتكارات الجذرية» حيث تكرس الجهات الفاعلة بتطوير المستحدثات التكنولوجية. وفي ظل تأثير السوق والتنظيم، تعزز هذه البيئة الملائمة الابتكارات التي تختلف اختلافًا جوهريًا عن النظام السائد، وتتطلب عادةً تطورات المناظر الطبيعية التي تفتح أبواب الفرص على مستوى النظام. لذلك، يسند إم إل بّي التحولات الاجتماعية-التقنية إلى تفاعل قوى الاستقرار على مستوى النظام مع القوى المزعزعة للاستقرار من كل من مستويات المناظر الطبيعية والبيئة الملائمة.